# Lijst van Dokkumers
Deze lijst van Dokkumers geeft een overzicht van bekende personen die in de Nederlandse stad Dokkum zijn geboren, hebben gewoond of overleden zijn.

## Geboren in Dokkum
- Gemma Frisius (1508-1555), wetenschapper
- Lieuwe van Aitzema (1600-1669), diplomaat en geschiedschrijver
- Govert Dircksz Camphuysen (1624-1672), schilder
- Ulrik Huber (1636-1694), rechtsgeleerde
- Titia Brongersma (ca. 1650-ca. 1700), dichteres
- Jacobus Canter Visscher (1692-1735), predikant
- Jacob Folkema (1692-1767), graveur
- Anna Folkema (1695-1768), graveur en tekenaar
- Adriaan Bergsma (1702-1780), advocaat en politicus
- Gosling Posthumus (1800-1832), kunstschilder
- Gijsbertus Schot (1810-1889), politicus
- Douwe Hansma (1812-1891), schrijver en kunstschilder
- Douwe Lubach (1815-1902), medicus
- Gerrit Vlaskamp (1834-1906), tuinarchitect
- Sape Talma (1847-1918), arts en hoogleraar
- Hendrik Bruining (1850-1925), kinderboekenschrijver
- Eelco Schaafsma (1858-1914), politicus
- Izaak Gosses (1873-1940), historicus
- Jan Wiemers (1876-1961), biljarter
- Alle Klaver (1878-1932), predikant en vrijmetselaar
- Doederus Johannes Kamminga (1884-1977), drukker en uitgever
- Piet Oberman (1908-1972), ondernemer en verzetsleider in de Tweede Wereldoorlog
- Jacobus Knol (1936), Fries schrijver
- Rein Jan Hoekstra (1941-2025), jurist, lid van de Raad van State
- Thijs Aartsma (1948), hoogleraar
- Kie Ellens (1956), beeldend kunstenaar
- Folly Hemrica (1957), predikant en beeldend kunstenares
- Piet Gros (1962), scheikundige
- Jan Posthuma (1963), volleybalinternational
- Syb van der Ploeg (1966), zanger van De Kast
- Ruben van Gogh (1967), dichter
- Sipke Jan Bousema (1976), presentator
- Saskia Appel (1977), schrijfster
- Sipke Ernst (1979), schaker
- Afke Boven (1980), journalist en presentatrice
- Dewi Pechler (1983), zangeres
- Femke Wiersma (1984), politica
- Aant Jelle Soepboer (1989), politicus
- Ilse Kraaijeveld (1990), zwemster

## Overleden in Dokkum
- Dirck Rafaelsz. Camphuysen (1586-1627), dichter, kunstenaar en predikant
- Catharina Geertruida Schrader (1656-1746) Duits vroedvrouw en vrouw van burgemeester van Dokkum Thomas Higt
- Tjeerd Venstra (1889-1977), architect
- Eelke Bakker (1910-2020), ingenieur, voormalige oudste Nederlandse man en oudste Fries ooit
- Harm Engbert Blaauw (1918-1945), verzetsstrijder
- Freerk Walters (1925-1945), politieman en verzetsstrijder